# Автошлях Т 0512
Автошля́х Т 0512 — автомобільний шлях територіального значення у Донецькій області. Пролягає територією Волноваського та Кальміуського районів через Волноваху — Андріївку — Мирне — Бойківське. Загальна довжина — 50,7 км.

## Маршрут
Автошлях проходить через такі населені пункти:
| Автошлях Т 0512    |              |
| Донецька область   |              |
| Волноваський район |              |
| Волноваха          | Н20          |
| Андріївка          |              |
| Мирне              |              |
| Гранітне           |              |
| Бойківський район  |              |
| Старомар'ївка      |              |
| Бойківське         | Т 0508Т 0519 |